# نشان حزب کمونیست چین

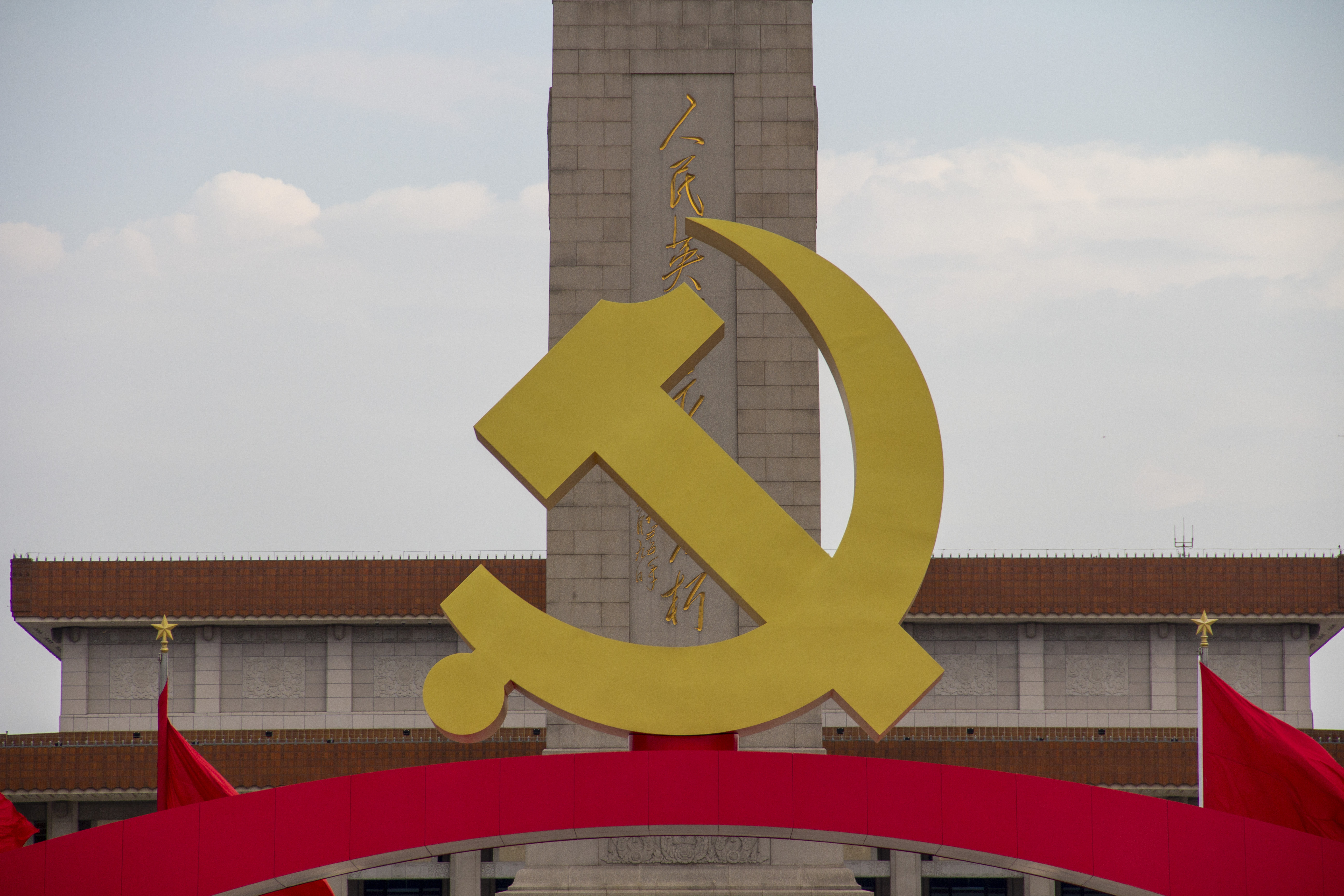
صدمین سالگرد تأسیس حزب؛ نشان حزب در مقابل بنای یادبود قهرمانان خلق در میدان تیان‌آن‌من.

پرچم و نشان حزب کمونیست چین (به چینی: 中國共產黨黨旗黨徽) آرم و درفش حزب کمونیست چین است که تلفیقی از داس و چکش است. بر اساس ماده ۵۳ نظامنامه حزب کمونیست چین، نشان و پرچم حزب، نماد و نشانه رسمی حزب کمونیست چین است. در ماده ۵۱ اساسنامه حزب تصریح شده‌است که پرچم حزب کمونیست چین، پرچمی قرمز رنگ است که روی سطح آن الگوی نشان حزب به رنگ طلایی است. طبق قوانین حزب کمونیست چین، تشکل‌های حزبی و اعضای حزب موظف به پاسداری از شأن نشان و پرچم حزب هستند.

## پیشینه
در ژوئیه ۱۹۲۱، پس از تأسیس حزب کمونیست چین، پرچم‌های حزب توسط سازمان‌های حزبی در همه سطوح به تقلید از سبک پرچم حزب کمونیست اتحاد جماهیر شوروی—بلشویک‌ها—ساخته شد. در طول اولین دوره همکاری حزب کمونیست و حزب ناسیونالیست چین—کومینتانگ—به‌دلیل الزامات وضعیت توسعه، حزب کمونیست چین پرچم قرمز را پایین کشید و پرچم آبی با خورشید سفید کومینتانگ را به اهتزار درآورد. در جریان قیام اول اوت نانچانگ نیز این موضوع وجود داشت. مشخصات و سبک‌های خاص پرچم‌های حزبی مختلف که از آن زمان استفاده شده‌است، یکسان نمی‌باشد. در ۲۸ آوریل ۱۹۴۲، دفترخانه سیاسی کمیته مرکزی حزب کمونیست چین در مورد سبک پرچم حزب کمونیست چین تصمیم گرفت. قرار شد سبک پرچم حزب حزب کمونیست چین به نسبت سه به دو با چکش و داس در گوشه سمت چپ بدون ستاره پنج پر باشد. بعد از تصویب حزب کمونیست چین پرچم جدید را به اداره کل کمیته مرکزی سفارش داد تا دسته‌ای از پرچم‌های استاندارد حزب را تولید کند و آن‌ها را در تمام ارگان‌های اصلی توزیع کند. به این ترتیب، اولین دسته از پرچم‌های استاندارد حزب کمونیست چین در یان‌آن، منطقه مرزی شان–گون–نینگ متولد شد.
در سال ۱۹۴۹، زمانی که حزب کمونیست چین در آستانه پیروزی در دومین جنگ داخلی بین کومینتانگ و حزب کمونیست چین بود، اداره کل سیاسی کمیسیون نظامی آیین‌نامه‌ای دربارهٔ اندازه پرچم حزب مورد استفاده در مراسم پیوستن به حزب کمونیست چین صادر کرد که استانداردی موقت برای تولید پرچم حزب تعیین شده‌بود. مقرر شد: پرچم قرمز ۸۰ سانتی‌متر طول و ۱۲۰ سانتی‌متر عرض داشته‌باشد و در وسط گوشه بالا سمت چپ داس و چکش زرد مقرر باشد که دارای ۳۰ سانتی‌متر قطر است. ست سمت چپ میله پرچم حزب به رنگ سفید با عرض ۶٫۵ سانتی‌متر که ۱٫۱۸ طول افقی پرچم است. سبک میله پرچم نیز مانند سر نیزه است.
در ۱۱ اکتبر همان سال، دپارتمان تبلیغات کمیته مرکزی حزب کمونیست چین نامه‌ای به اداره کل سیاسی کمیسیون نظامی ارسال کرد تا موافقت کند پرچم حزب را مطابق با مقررات موقت قبل استفاده کند.
در ۱۷ ژوئن ۱۹۵۱، کمیته مرکزی حزب کمونیست چین درخواست دفتر چین شرقی را برای دستورالعمل‌هایی در مورد سبک پرچم حزب تأیید کرد. قبل از اینکه کمیته مرکزی حزب رسماً سبک واحدی از پرچم حزب را تعیین کند، هنگام بزرگداشت سی‌امین سالگرد حزب، همه محلات ممکن بود از قوانین قدیمی پیروی کنند و به‌جای افزودن حزب کمونیست چین و کلمات دیگر روی پرچم، از پرچم قرمز با داس و چکش استفاده کنند.
از سال ۱۹۸۲ تا ۱۹۸۷، به‌منظور زیباسازی شکل داس و چکش—تمایز بصری آن از نشان‌های احزاب کمونیست کشورهای دیگر—طراحان سطح بالای نشان حزب، اصلاحات جزئی در نشان حزب کمونیست انجام دادند. بارزترین تغییر «دسته داس» است که به‌صورت دایره درآمده است اما به‌سبب اینکه در آن زمان قوانین و مقررات نوشته‌نشده بود، شکل آرم‌های حزب، نظیر داس و چکش که در جامعه وجود داشت متنوع بود.
در ۲۱ سپتامبر ۱۹۹۶ بود که کمیته مرکزی حزب کمونیست چین رسماً مقررات پرچم حزب را برای حزب کمونیست چین تنظیم کرد. در همان روز، دفتر کل کمیته مرکزی حزب کمونیست چین مقررات متعددی در مورد تولید و استفاده از پرچم و نشان حزب کمونیست چین صادر کرد. مقررات اشاره داشت که «پرچم و نشان حزب جزو نمادهای حزب کمونیست چین است.» در مورد سبک «داس» نشان حزب در «آیین‌نامه»، تغییر محسوسی مشاهده می‌شود که «دسته داس» مستطیل شکل به‌صورت دایره درآمده است.
در ۱۴ نوامبر ۲۰۰۲، شانزدهمین کنگره ملی حزب کمونیست چین قطعنامه‌ای را در مورد اساسنامه حزب کمونیست چین تصویب کرد و فصل یازدهم را به نشان و پرچم حزب اختصاص داد.
پرچم حزب کمونیست چین در رژه جشن نودمین سالگرد تأسیس ارتش آزادیبخش خلق چین در ۳۰ ژوئیه ۲۰۱۷ جلوتر از پرچم ملی جمهوری خلق چین قرار داشت. همین‌طور در رژه نظامی که در ۱ اکتبر ۲۰۱۹ به مناسبت هفتادمین سالگرد تأسیس جمهوری خلق چین برگزار شد، پرچم حزب نیز جلوتر از پرچم ملی بود. این امر نقض بند ۲ ماده ۱۵ قانون پرچم ملی جمهوری خلق چین تلقی می‌شود که بیان می‌دارد:
«هنگام راهپیمایی در صف با در دست داشتن پرچم ملی و سایر پرچم‌ها، پرچم ملی باید در مقابل پرچم‌های دیگر باشد.»
اما ماده ۱۰ نیز مقرر می‌دارد:
«ارگان‌های نظامی، پادگان‌ها و کشتی‌های نظامی طبق مقررات مربوط کمیسیون مرکزی نظامی بایستی پرچم کشور را به اهتزاز درآورند.»
بر اساس اصل همکاری حقوقی، ماده ۱۰ که رسماً به‌عنوان یک آیین‌نامه خاص اعمال می‌شود، دلیل اصلی برتری پرچم حزب از پرچم ملی نیز همین است.
در ۲۶ ژوئن ۲۰۲۱، کمیته مرکزی حزب کمونیست چین «مقررات مربوط به نشان و پرچم حزب کمونیست چین» را صادر کرد. این مقررات عمدتاً به چند دستورالعمل در مورد تولید و استفاده از پرچم و نشان حزب کمونیست چین اشاره داشت و ارزش رنگی نشان پرچم را روشن می‌ساخت.

## نمادپردازی
به گفته دولت چین، داس و چکش با هم نماد ابزار کار کارگران و کشاورزان است. این نشان به‌طور کلی نماد این است که حزب کمونیست چین پیشتاز طبقه کارگر چین است و نشان‌دهنده منافع اساسی طبقه کارگر و اکثریت بزرگ مردم چین می‌باشد.

## نگارخانه

### پرچم‌های مرتبط
- پرچم جمهوری شوروی چین به‌عنوان پرچم حزب کمونیست چین در طول دوره اولین جنگ داخلی مورد استفاده قرار گرفت.
- پرچم جمهوری شوروی چین
- پرچم مورد استفاده منطقه شوروی مرکزی که به‌عنوان پرچم حزب کمونیست چین استفاده می‌شد.
- پرچم جمهوری خلق چین پیش‌نویس طرح
- پرچم جمهوری خلق چین پیش‌نویس تصمیم طراحی

### پرچم‌های احزاب مرتبط
- حزب کمونیست ویتنام
- حزب انقلابی خلق لائو
- حزب کمونیست پرتغال
- حزب کمونیست نپال (مائوئیست)
- حزب کمونیست نپال (مارکسیست–لنینیست متحد)
- حزب کمونیست تایلند

## پیوند بیرونی
- «مقررات مربوط به نشان و پرچم حزب کمونیست چین» Archived خطا: زمان نامعتبر at the Wayback Machine
- «فصل یازدهم قانون اساسی حزب کمونیست چین» Archived خطا: زمان نامعتبر at the Wayback Machine